# Ла-Гласері
Ла-Гласері́, Ла-Ґласері (фр. La Glacerie) — колишній муніципалітет у Франції, у регіоні Нормандія, департамент Манш. Населення — 5578 осіб (2011).
Муніципалітет був розташований на відстані близько 300 км на захід від Парижа, 105 км на північний захід від Кана, 70 км на північний захід від Сен-Ло.

## Історія
До 2015 року муніципалітет перебував у складі регіону Нижня Нормандія. Від 1 січня 2016 року належав до нового об'єднаного регіону Нормандія.
1 січня 2016 року Ла-Гласері, Шербур-Октевіль, Екердревіль-Енневіль, Керкевіль i Турлавіль було об'єднано в новий муніципалітет Шербур-ан-Котантен.

## Демографія
Динаміка населення (EHESS і Insee ):
Розподіл населення за віком та статтю (2006):
| Стать | Всього | До 15 років | 15-24 | 25-44 | 45-64 | 65-85 | Понад 85 |
| --- | ------ | ----------- | ----- | ----- | ----- | ----- | -------- |
| Чоловіки | 2483   | 567         | 247   | 700   | 637   | 320   | 12       |
| Жінки | 2565   | 466         | 296   | 652   | 689   | 424   | 38       |
| \| Статево-вікова піраміда \| Статево-вікова піраміда \| Статево-вікова піраміда \| \| ----------------------- \| ----------------------- \| ----------------------- \| \| Чоловіки \| Вік \| Жінки \| \| 12 \| 85 + \| 38 \| \| 37 \| 80-84 \| 70 \| \| 41 \| 75-79 \| 80 \| \| 136 \| 70-74 \| 121 \| \| 106 \| 65-69 \| 153 \| \| 96 \| 60-64 \| 115 \| \| 170 \| 55-59 \| 163 \| \| 196 \| 50-54 \| 170 \| \| 175 \| 45-49 \| 241 \| \| 186 \| 40-44 \| 144 \| \| 186 \| 35-39 \| 221 \| \| 192 \| 30-34 \| 172 \| \| 136 \| 25-29 \| 115 \| \| 117 \| 20-24 \| 127 \| \| 130 \| 15-20 \| 169 \| \| 220 \| 10-14 \| 150 \| \| 197 \| 5-9 \| 164 \| \| 150 \| 0-4 \| 152 \| |        |             |       |       |       |       |          |
| Статево-вікова піраміда |        |             |       |       |       |       |          |
| Чоловіки | Вік    | Жінки       |       |       |       |       |          |
| 12 | 85 +   | 38          |       |       |       |       |          |
| 37 | 80-84  | 70          |       |       |       |       |          |
| 41 | 75-79  | 80          |       |       |       |       |          |
| 136 | 70-74  | 121         |       |       |       |       |          |
| 106 | 65-69  | 153         |       |       |       |       |          |
| 96 | 60-64  | 115         |       |       |       |       |          |
| 170 | 55-59  | 163         |       |       |       |       |          |
| 196 | 50-54  | 170         |       |       |       |       |          |
| 175 | 45-49  | 241         |       |       |       |       |          |
| 186 | 40-44  | 144         |       |       |       |       |          |
| 186 | 35-39  | 221         |       |       |       |       |          |
| 192 | 30-34  | 172         |       |       |       |       |          |
| 136 | 25-29  | 115         |       |       |       |       |          |
| 117 | 20-24  | 127         |       |       |       |       |          |
| 130 | 15-20  | 169         |       |       |       |       |          |
| 220 | 10-14  | 150         |       |       |       |       |          |
| 197 | 5-9    | 164         |       |       |       |       |          |
| 150 | 0-4    | 152         |       |       |       |       |          |

## Економіка
2010 року серед 3618 осіб працездатного віку (15—64 років) 2514 були активними, 1104 — неактивними (показник активності 69,5%, у 1999 році було 67,4%). З 2514 активних мешканців працювали 2223 особи (1212 чоловіків та 1011 жінок), безробітними було 291 (135 чоловіків та 156 жінок). Серед 1104 неактивних 305 осіб було учнями чи студентами, 409 — пенсіонерами, 390 були неактивними з інших причин.

У 2010 році в муніципалітеті числилось 2303 оподатковані домогосподарства, у яких проживали 5606,5 особи, медіана доходів виносила 17 811 євро на одного особоспоживача